# Лейквілл (Коннектикут)
Лейквілл (англ. Lakeville) — селище (англ. village) в США, в окрузі Лічфілд штату Коннектикут. Населення — 1059 осіб (2020).

## Географія
Лейквілл розташований за координатами 41°57′0″ пн. ш. 73°26′54″ зх. д. / 41.95000° пн. ш. 73.44833° зх. д. (41.949929, -73.448303).  За даними Бюро перепису населення США в 2010 році селище мало площу 9,57 км², з яких 8,16 км² — суходіл та 1,42 км² — водойми.

## Демографія
Згідно з переписом 2010 року, у переписній місцевості мешкало 928 осіб у 427 домогосподарствах у складі 249 родин. Густота населення становила 97 осіб/км².  Було 603 помешкання (63/км²).
Расовий склад населення:
| - 92,8 % — білих - 2,5 % — чорних або афроамериканців - 1,8 % — азіатів - 0,5 % — корінних американців |

До двох чи більше рас належало 1,8 %. Частка іспаномовних становила 3,0 % від усіх жителів.
За віковим діапазоном населення розподілялося таким чином: 20,4 % — особи молодші 18 років, 59,8 % — особи у віці 18—64 років, 19,8 % — особи у віці 65 років та старші. Медіана віку мешканця становила 49,0 року. На 100 осіб жіночої статі у переписній місцевості припадало 91,7 чоловіків;  на 100 жінок у віці від 18 років та старших — 89,0 чоловіків також старших 18 років.
Середній дохід на одне домашнє господарство  становив 99 730 доларів США (медіана — 60 905), а середній дохід на одну сім'ю — 151 727 доларів (медіана — 102 679). Медіана доходів становила 61 169 доларів для чоловіків та 25 795 доларів для жінок. За межею бідності перебувало 1,4 % осіб, у тому числі 0,0 % дітей у віці до 18 років та 4,7 % осіб у віці 65 років та старших.
Цивільне працевлаштоване населення становило 485 осіб. Основні галузі зайнятості: освіта, охорона здоров'я та соціальна допомога — 23,1 %, роздрібна торгівля — 15,7 %, мистецтво, розваги та відпочинок — 14,8 %.